# Arcis-sur-Aube
Arcis-sur-Aube és un municipi francès situat al departament de l'Aube i a la regió del Gran Est. L'any 2007 tenia 3.024 habitants.

## Demografia

### Població
El 2007 la població de fet d'Arcis-sur-Aube era de 3.024 persones. Hi havia 1.330 famílies de les quals 500 eren unipersonals (181 homes vivint sols i 319 dones vivint soles), 423 parelles sense fills, 297 parelles amb fills i 110 famílies monoparentals amb fills.
La població ha evolucionat segons el següent gràfic:
Habitants censats

### Habitatges
El 2007 hi havia 1.534 habitatges, 1.362 eren l'habitatge principal de la família, 24 eren segones residències i 149 estaven desocupats. 1.012 eren cases i 522 eren apartaments. Dels 1.362 habitatges principals, 696 estaven ocupats pels seus propietaris, 636 estaven llogats i ocupats pels llogaters i 30 estaven cedits a títol gratuït; 19 tenien una cambra, 92 en tenien dues, 307 en tenien tres, 425 en tenien quatre i 519 en tenien cinc o més. 863 habitatges disposaven pel capbaix d'una plaça de pàrquing. A 698 habitatges hi havia un automòbil i a 390 n'hi havia dos o més.

### Piràmide de població
La piràmide de població per edats i sexe el 2009 era:
| Homes | Edats   | Dones |
| ----- | ------- | ----- |
| 4     | 95 o +  | 4     |
| 12    | 90 a 94 | 36    |
| 36    | 85 a 89 | 68    |
| 24    | 80 a 84 | 44    |
| 36    | 75 a 79 | 72    |
| 64    | 70 a 74 | 56    |
| 60    | 65 a 69 | 84    |
| 88    | 60 a 64 | 128   |
| 72    | 55 a 59 | 60    |
| 68    | 50 a 54 | 112   |
| 100   | 45 a 49 | 84    |
| 88    | 40 a 44 | 80    |
| 112   | 35 a 39 | 80    |
| 108   | 30 a 34 | 80    |
| 100   | 25 a 29 | 104   |
| 68    | 20 a 24 | 92    |
| 72    | 15 a 19 | 92    |
| 104   | 10 a 14 | 64    |
| 76    | 5 a 9   | 64    |
| 112   | 0 a 4   | 80    |

## Economia
El 2007 la població en edat de treballar era de 1.802 persones, 1.289 eren actives i 513 eren inactives. De les 1.289 persones actives 1.066 estaven ocupades (598 homes i 468 dones) i 223 estaven aturades (108 homes i 115 dones). De les 513 persones inactives 164 estaven jubilades, 125 estaven estudiant i 224 estaven classificades com a «altres inactius».

### Ingressos
El 2009 a Arcis-sur-Aube hi havia 1.372 unitats fiscals que integraven 2.954 persones, la mediana anual d'ingressos fiscals per persona era de 15.494 €.

### Activitats econòmiques
Dels 178 establiments que hi havia el 2007, 3 eren d'empreses extractives, 9 d'empreses alimentàries, 1 d'una empresa de fabricació de material elèctric, 10 d'empreses de fabricació d'altres productes industrials, 10 d'empreses de construcció, 42 d'empreses de comerç i reparació d'automòbils, 8 d'empreses de transport, 16 d'empreses d'hostatgeria i restauració, 1 d'una empresa d'informació i comunicació, 11 d'empreses financeres, 6 d'empreses immobiliàries, 17 d'empreses de serveis, 31 d'entitats de l'administració pública i 13 d'empreses classificades com a «altres activitats de serveis».
Dels 46 establiments de servei als particulars que hi havia el 2009, 1 era una oficina d'administració d'Hisenda pública, 1 gendarmeria, 1 oficina de correu, 4 oficines bancàries, 2 funeràries, 6 tallers de reparació d'automòbils i de material agrícola, 1 taller d'inspecció tècnica de vehicles, 2 autoescoles, 2 paletes, 3 guixaires pintors, 2 fusteries, 1 lampisteria, 1 electricista, 4 perruqueries, 1 agència de treball temporal, 7 restaurants, 2 agències immobiliàries, 2 tintoreries i 3 salons de bellesa.
Dels 28 establiments comercials que hi havia el 2009, 3 eren supermercats, 1 un supermercat, 4 fleques, 5 carnisseries, 1 una peixateria, 3 botigues de roba, 1 una botiga d'equipament de la llar, 1 una sabateria, 2 botigues de mobles, 1 una botiga de mobles, 1 una botiga de material de revestiment de parets i terra, 1 un drogueria i 4 floristeries.
L'any 2000 a Arcis-sur-Aube hi havia 14 explotacions agrícoles que ocupaven un total de 666 hectàrees.

## Equipaments sanitaris i escolars
El 2009 hi havia 2 farmàcies i 2 ambulàncies.
El 2009 hi havia 1 escola maternal i 1 escola elemental. Arcis-sur-Aube disposava d'un col·legi d'educació secundària amb 568 alumnes.

## Poblacions més properes
El següent diagrama mostra les poblacions més properes.